# Гьозтепе (квартал в Багджълар)
„Гьозтепе“ (на турски: Göztepe) е квартал на Истанбул, разположен в околия Багджълар. Общата му площ е 1,6 км2. Според данни на Адресната система за регистриране на населението (ABPRS) към 2023 г. населението на „Гьозтепе“ е 40 790 жители.